# Irina Korzhanenko
Irina Korzhanenko, née le 16 mai 1974 à Azov, est une ancienne athlète russe spécialiste du lancer du poids. 

## Carrière
Irina Korzhanenko a été suspendue à vie pour dopage par l'IAAF en 2005. Sa médaille d'or remportée aux Jeux olympiques de 2004 à Athènes lui a également été retirée à ce titre.

## Palmarès

### Championnats du monde d'athlétisme en salle
- Championnats du monde d'athlétisme en salle 1997 à Paris,  France
  -  Médaille de bronze du lancer du poids
- Championnats du monde d'athlétisme en salle 2003 à Birmingham,  Royaume-Uni
  -  Médaille d'or du lancer du poids

### Championnats d'Europe d'athlétisme
- Championnats d'Europe d'athlétisme 1998 à Budapest,  Hongrie
  -  Médaille d'argent du lancer du poids
- Championnats d'Europe d'athlétisme 2002 à Munich,  Allemagne
  -  Médaille d'or du lancer du poids

### Championnats d'Europe d'athlétisme en salle
- Championnats d'Europe d'athlétisme en salle 1998 à Valence,  Espagne
  -  Médaille d'or du lancer du poids

## Records
Ses meilleures performances sont :
- en plein air : 20,82 m à Rostov en 1998 ;
- en salle : 21,15 m à Moscou en 1999.